# Zygfryd Siwik
Zygfryd Siwik (ur. 18 grudnia 1942 w Klein Daberkow, zm. 17 kwietnia 2025) – polski prawnik, profesor nauk prawnych, nauczyciel akademicki na Uniwersytecie Wrocławskim, były członek Rady Legislacyjnej.

## Życiorys
W 1965 ukończył studia prawnicze na Uniwersytecie Wrocławskim. Na macierzystej uczelni obronił w 1972 pracę doktorską Ochrona alimentacji w polskim prawie karnym (z punktu widzenia polityki kryminalnej) napisaną pod kierunkiem Witolda Świdy. W 1974 opublikował nową wersję tej pracy Przestępstwo niealimentacji ze stanowiska polityki karnej, za którą został wyróżniony nagrodą III stopnia Ministra Szkolnictwa Wyższego, Nauki i Techniki. Od 1984 kierował Zakładem Kryminologii. W 1986 otrzymał stopień doktora habilitowanego na podstawie pracy System środków penalnych w prawie karnym skarbowym. W 1987 został mianowany docentem, w 1991 profesorem nadzwyczajnym, w 1997 otrzymał tytuł naukowy profesora. Kierował Katedrą Kryminalistyki i Prawa Gospodarczego.
Był członkiem Rady Legislacyjnej (1989–1992), członkiem Zespołu ds. Ujednolicenia Rozwiązań Prawa Karnego i Prawa o Wykroczeniach przy Ministrze Sprawiedliwości (1989–1991) oraz przewodniczącym Zespołu Reformy Prawa Karnego Skarbowego przy Ministrze Sprawiedliwości (od 1989), który przygotował projekt kodeksu karnego skarbowego uchwalonego w 1999.
Zajmował się kryminologią, prawem karnym materialnym, prawem wykroczeń, prawem karnym skarbowym oraz prawem karnym gospodarczym.
Był członkiem Zrzeszenia Prawników Polskich, Stowarzyszenia Prawa Karnego i Polskiego Towarzystwa Legislacyjnego.
Był prezesem Trybunału Arbitrażowego ds.Sportu przy PKOl.